# Europejska Fundacja Kształcenia
Europejska Fundacja Kształcenia (ang. The European Training Foundation) – agencja UniI Europejskiej powstała w 1994 roku. Jej siedziba znajduje się w Turynie.
Wymieniając doświadczenia w zakresie kształcenia i szkolenia zawodowego między regionami i kulturami, Fundacja pomaga rozwijać umiejętności, promując lepsze warunki życiowe i aktywne obywatelstwo. ETF umożliwia trzydziestu krajom sąsiadującym z UE reformowanie ich systemów kształcenia i szkolenia zawodowego, głównie za pośrednictwem programów Wspólnoty Europejskiej Phare, CARDS, TACIS i MEDA. ETF pomaga także Komisji Europejskiej w realizacji programu Tempus.
ETF ściśle współpracuje z CEDEFOP.
Jako międzynarodowy ośrodek wiedzy, ETF współpracuje także z innymi europejskimi i międzynarodowymi instytucjami i organizacjami, takimi jak Bank Światowy, OECD, MOP, Europejski Bank Inwestycyjny i UNESCO.